# Corophiidae
Corophiidae es una familia de crustaceos anfípodos marinos. Sus 166 especies se distribuyen por todo el mundo.

## Clasificación
Se reconocen los siguientes géneros agrupados en dos subfamilias:
- Subfamilia Corophiinae  Leach, 1814
  - Tribu Corophiini  Leach, 1814
    - Americorophium Bousfield & Hoover, 1997
    - Apocorophium Bousfield & Hoover, 1997
    - Chelicorophium Bousfield & Hoover, 1997
    - Corophium Latreille, 1806
    - Crassicorophium Bousfield & Hoover, 1997
    - Eocorophium Bousfield & Hoover, 1997
    - Hirayamaia Bousfield & Hoover, 1997
    - Laticorophium Bousfield & Hoover, 1997
    - Lobatocorophium Bousfield & Hoover, 1997
    - Medicorophium Bousfield & Hoover, 1997
    - Microcorophium Bousfield & Hoover, 1997
    - Monocorophium Bousfield & Hoover, 1997
    - Sinocorophium Bousfield & Hoover, 1997

  - Tribu Haplocheirini Myers & Lowry, 2003
    - Anonychocheirus Moore & Myers, 1983
    - Haplocheira Haswell, 1879
    - Kuphocheira K. H. Barnard, 1931
    - Leptocheirus Zaddach, 1884

  - Tribu Paracorophiini Myers & Lowry, 2003
    - Paracorophium Stebbing, 1899
    - Stenocorophium G. Karaman, 1979
- Subfamilia Protomedeiinae Myers & Lowry, 2003
  -     - Cheirimedeia J.L. Barnard, 1962
    - Cheiriphotis Walker, 1904
    - Goesia Boeck, 1871
    - Pareurystheus Tzvetkova, 1977
    - Plumiliophotis Myers, 2009
    - Protomedeia Krøyer, 1842